# Urug
Urug var ett grindcore/punkrock-band från Östersund som var aktiva under åren 2002-2005. De tre medlemmarna började skriva musik i ett skjul i hopp om att få det att låta som andra grindförebilder som Assel, Bingo och Bruce Banner. Efter ett antal spelningar i hemorten och på en del andra ställen i Norrland gjorde de sin sista spelning tillsammans med ett brittiskt kängpunkband på "Gamla Bageriet" på Frösön, Östersund hösten 2005.

## Medlemmar
- Simon Sehlén - Sång och gitarr
- Emil Bergslid - trummor
- Tony Bergslid - Bas och sång

## Diskografi
- Human waste/Urug split "7 (2004)
- Norrland D-Beat Compilation (CMF)CD. 1000 ex. 12/1 2005